# Erebia pharte
Erebia pharte är en fjärilsart som beskrevs av Eugen Johann Christoph Esper 1777. Erebia pharte ingår i släktet Erebia och familjen praktfjärilar. IUCN kategoriserar arten globalt som livskraftig. Inga underarter finns listade i Catalogue of Life.

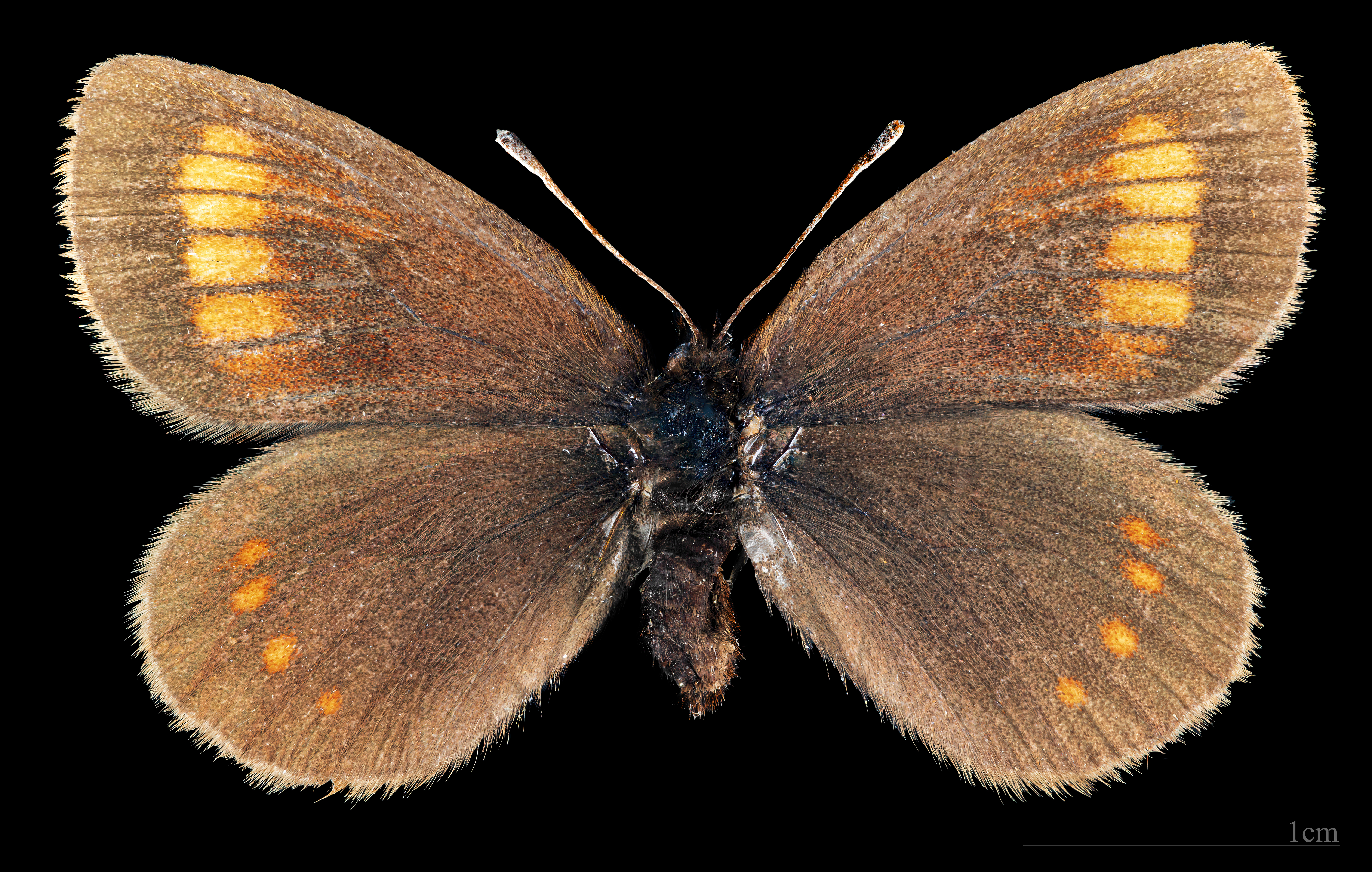
Erebia pharte  ♀
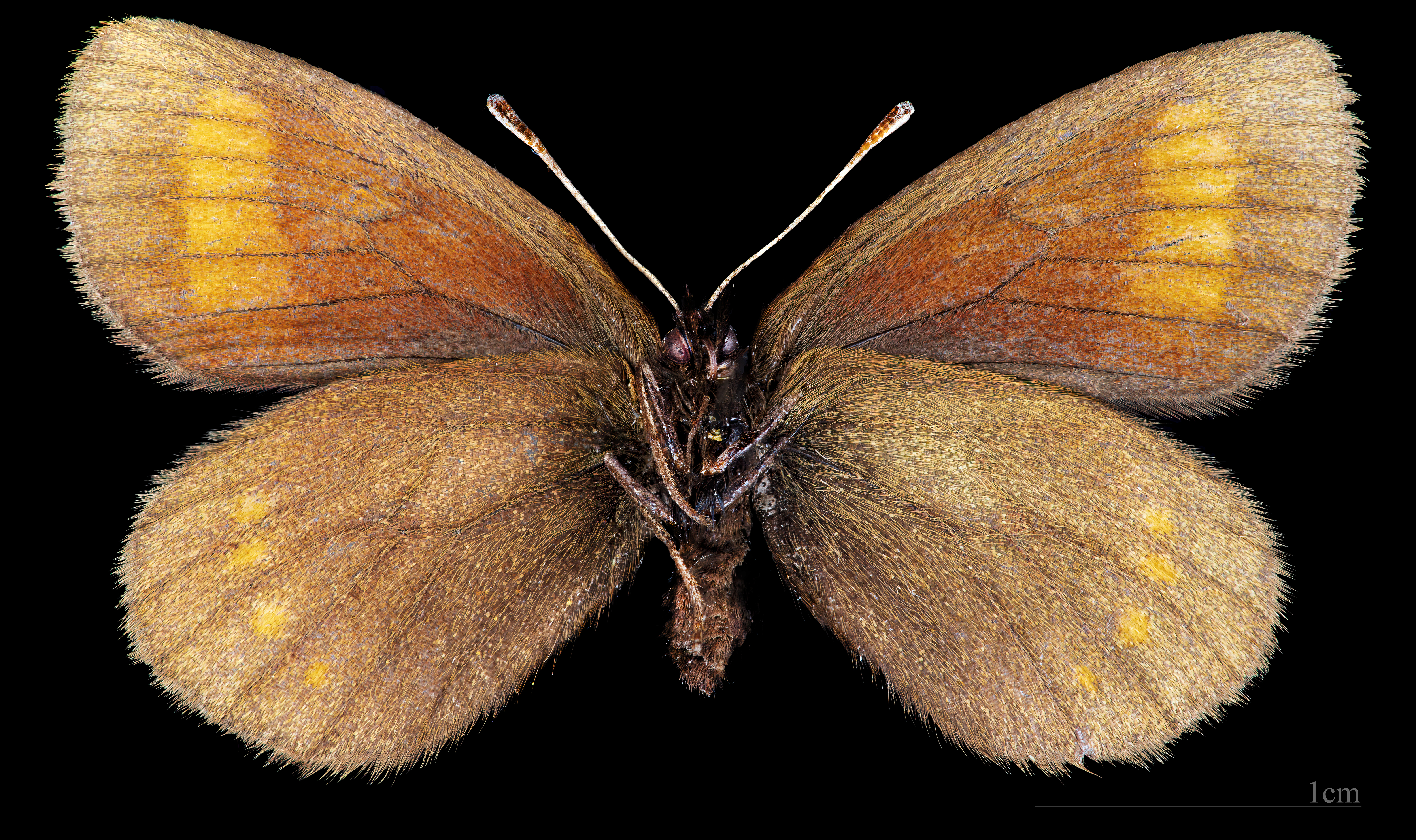
Erebia pharte  ♀ △